# Christian Brand (Fußballspieler)
Christian Brand (* 23. Mai 1972 in Quakenbrück) ist ein deutscher Fußballtrainer und ehemaliger Fußballspieler.

## Spieler
Der 1,74 m große Mittelfeldspieler begann seine Karriere beim VfB Oldenburg. Am 27. August 1991, dem sechsten Spieltag der 2. Bundesliga Nord 1991/92, gab er sein Debüt im Spiel gegen den FC St. Pauli. Er kam auf 13 Spiele in dieser Saison und stand dabei in neun von zehn Spielen der Aufstiegsrunde auf dem Platz. Am Ende erreichte der VfB Oldenburg den zweiten Platz hinter Bayer Uerdingen und verpasste um einen Punkt den Aufstieg. In der Folgesaison absolvierte er 22 der 46 Saisonspiele. Seine Torpremiere in der 2. Bundesliga feierte er beim 3:2-Auswärtssieg in Braunschweig – er erzielte das 1:1 in der ersten Halbzeit. Zwei weitere Tore folgten in dieser Saison. Am Saisonende belegte er mit Oldenburg von 24 Teams den 22. Tabellenplatz und stieg somit aus der Zweiten Liga ab.
Brand verließ Oldenburg und ging zum Mitabsteiger VfL Osnabrück in die Oberliga Nord. Hier spielte er eine Saison, wechselte danach zuerst zum FC Bremerhaven und eine Saison später zu den Amateuren von Werder Bremen.
Zur Saison 1996/97 rückte Brand in den Profikader der Bremer auf. Am zweiten Spieltag gab er sein Debüt in der höchsten deutschen Spielklasse. Bremens Trainer Dixie Dörner wechselte ihn im Heimspiel gegen Hansa Rostock in der 62. Minute für Bernd Hobsch ein. Sein erstes Bundesligator schoss Brand am 22. Spieltag im Heimspiel gegen den FC St. Pauli. Am Ende der Saison war er auf 23 Liga- und drei DFB-Pokalspiele gekommen. In der Saison 1997/98 kam er zu 31 Einsätzen in der Bundesliga und schoss drei Tore; im DFB-Pokal lief er zweimal auf. Im dritten Jahr bei Werder kam Brand aufgrund eines Schienbeinbruchs nur selten zum Einsatz. Er stand nur viermal auf dem Feld, wobei er jeweils erst nach der 60. Minute eingewechselt wurde. Obwohl er im DFB-Pokal nicht zum Zuge gekommen war, gewann er mit Werder in dieser Saison den deutschen Pokal.
Zur folgenden Saison 1999/2000 wechselte Brand innerhalb der Bundesliga zum VfL Wolfsburg. Hier kam er lediglich zu einem Einsatz und wechselte noch im Oktober derselben Saison weiter zu Hansa Rostock. Sein erstes Spiel für Hansa bestritt er am achten Spieltag im Ostseestadion gegen Eintracht Frankfurt. Beim 3:1-Sieg erzielte er sein erstes Tor für Rostock zur 1:0-Führung. Am zehnten Spieltag beim Auswärtsspiel in Bremen erhielt Brand seinen einzigen Platzverweis in der Bundesliga, eine Gelb-Rote Karte in der 87. Minute. Bis zum Saisonende fehlte er nur noch drei Spieltage und erzielte zwei weitere Tore. Durch einen 2:0-Auswärtssieg beim FC Schalke 04 sicherte er am letzten Spieltag mit dem F.C. Hansa den Klassenerhalt. Brand erzielte dabei per Freistoß das 2:0. Im DFB-Pokal kam er in dieser Saison zu vier Einsätzen, schoss zwei Tore und drang mit Hansa bis ins Halbfinale vor. Hier unterlagen die Mecklenburger mit 2:3 dem späteren Pokalsieger FC Bayern München. In der Saison 2000/01 fehlte Brand an lediglich zwei der ersten 18 Saisonspiele und erzielte zwei Tore. Im Januar 2001 riss ihm ein Muskel im Oberschenkel, Ende Februar ein weiterer Muskel und er fiel längere Zeit aus. Erst zum Ende der Saison kam er auf vier weitere Spiele. In der folgenden Saison wurde Brand von Trainer Friedhelm Funkel bis zur Winterpause lediglich viermal eingewechselt. Anfang 2002 kam Armin Veh als neuer Trainer an die Ostsee. Unter ihm kam Brand nicht mehr zum Einsatz.
Am Saisonende lief Brands Vertrag bei Hansa Rostock aus. Über den Sommer hielt er sich bei den Amateuren von Werder Bremen fit und wechselte Ende August 2002 in die Nationalliga A zum FC Luzern. Am Ende der Saison stieg er mit dem Verein aus der höchsten Schweizer Liga in die neu gegründete Challenge League ab. Hier spielte er für den FC Luzern bis 2004. Im Anschluss wechselte er innerhalb der Liga zum SC Kriens und spielte hier zwei weitere Saisons. Nach Ende der Saison 2005/06 beendete Brand seine Karriere.

### Erfolge
- DFB-Pokalsieger: 1999 (Werder Bremen)

## Trainer
Zwischen 2005 und 2007 war Christian Brand als Jugendtrainer beim SC Kriens tätig. In der Saison 2007/08 war er unter René van Eck Assistenztrainer beim Schweizer Super-League-Verein FC Thun. Auf die Saison 2008/09 übernahm Brand beim FC Luzern die U-18-Junioren. Im November 2008 bestand er die Instruktoren-Ausbildung des Schweizerischen Fussballverbandes (SFV). Nach der Entlassung von Rolf Fringer im Frühling 2011 übernahm er interimistisch die erste Mannschaft des FC Luzern bis zum Saisonende. In der Saison 2011/12 trainierte er wieder die U-18 des FC Luzern.
Brand erlangte im Juni 2012 das höchste europäische Trainerdiplom, die UEFA Pro-Lizenz. Ab April 2012 übernahm er die U-21 des FC Luzern, die er bis 2014 betreute. Von November 2014 bis Dezember 2015 war er Trainer der Profimannschaft des SSV Jahn Regensburg, anschließend, bis zu seiner Beurlaubung am 13. Mai 2017, Trainer des Drittligisten Hansa Rostock.
Am 26. Februar 2018 gab Werder Bremen bekannt, dass Brand die B1-Junioren (U17) des Vereins in der B-Junioren-Bundesliga übernimmt. Zur Saison 2020/21 wurde er Cheftrainer der A-Junioren (U19) in der A-Junioren-Bundesliga. Mitte November 2021 trat der Cheftrainer der Profimannschaft, Markus Anfang, gemeinsam mit einem seiner Co-Trainer, von seinem Posten zurück. Daraufhin übernahm der weitere Assistent Danijel Zenković die Mannschaft für das Zweitligaspiel am 14. Spieltag als Interimstrainer und wurde von Brand als Co-Trainer unterstützt. Drei Tage später wurde Zenković vor dem Beginn der neuen Trainingswoche positiv auf das Virus SARS-CoV-2 getestet und musste in häusliche Quarantäne. Daraufhin übernahm Brand die Aufgabe des Interimstrainers und wurde dabei von Cédric Makiadi unterstützt. Er betreute die Mannschaft bei einer 1:2-Niederlage gegen Holstein Kiel und kehrte anschließend auf seine angestammte Position zurück.
Im Mai 2023 übernahm er die zweite Mannschaft der Bremer in der Regionalliga Nord, zunächst nur interimsmäßig für die letzten beiden Spiele der Saison, dann regulär für die Saison 2023/24, in der er die zuvor abgestiegene Mannschaft wieder zurück in die Regionalliga führen konnte. Im Juni 2024 wurde sein Vertrag als Trainer der zweiten Mannschaft erneut verlängert.

### Erfolge
- Landespokalsieger Mecklenburg-Vorpommern 2015/16 (mit dem F.C. Hansa Rostock)

## Trivia
Zwischen 2000 und 2001 schrieb Christian Brand wöchentliche Kolumnen für Spiegel Online. Seit 2013 analysiert er regelmäßig wichtige Spiele des internationalen Fußballs für Spiegel Online.